# جوان ماكغراث كوهون
جوان لويز ماكغراث كوهون (بالإنجليزية: Joanne Louise McGrath Cohoon)‏ ( من مواليد 1954 - تُوفيت 14 فبراير 2016) وهي عالمة اجتماع أمريكية أشارت إلى بحثها عن اختلال التوازن بين الجنسين في الحوسبة.

## حياتها
حصلت كوهون على درجة البكالوريوس في الفلسفة من كلية رامابو في عام 1976. ثم حصلت على درجة الماجستير في إدارة شؤون الطلاب في التعليم العالي من كلية المعلمين بجامعة كولومبيا في عام 1979 وحصلت على درجة الدكتوراه في علم الاجتماع من جامعة فرجينيا في عام 2000.
كانت أستاذة مساعدة للأبحاث في جامعة فرجينيا في الفترة من 2000 إلى 2003. ومن عام 2004 إلى عام 2016 كانت عالمة أبحاث أولية في المركز الوطني للنساء في تكنولوجيا المعلومات (NCWIT). وفي عام 2005 ، أصبحت أستاذة أبحاث مساعِدة في قسم علم الاجتماع في جامعة فرجينيا ، وفي عام 2010 كانت أستاذًا مشاركًا في قسم العلوم والتكنولوجيا والمجتمع، أيضًا في جامعة فرجينيا. وفي عام 2016 تمت ترقيتها إلى أستاذ.
توفت كوهون بسبب سرطان الثدي النقيلي، في 14 فبراير 2016 في سن 61.

## عملها
بحثت كوهون في عدم التوازن بين الجنسين في الحوسبة، وركزت على وضع هذه المعرفة موضع التطبيق. كتبت ورقة تظهر أدلة على أن الثقافة والهياكل الاجتماعية تساهم في عدد أقل من النساء في مجال تكنولوجيا الحوسبة. وفي NCWIT ، اشتركت في برنامج على مستوى الدولة يسمى "Pacesetters of organies" الملتزم بزيادة عدد النساء في مجال الحوسبة.

## جوائز
في عام 2015 فازت بجائزة أ.ريتشارد نيوتن "ABIE" لعملها في تطوير الممارسات التي تزيد من النساء في مجال الحوسبة.

## وصلات خارجية
- University of Virginia: Johann Cohoon, Department of Science, Technology and Society